# 경의선 키즈
경의선 키즈 (京義線 Kids)란, 서울특별시 마포구 경의선숲길, 특히 홍대입구역 인근 경의선숲길의 불안정 청소년과 하위문화를 즐기는 청소년을 가리킨다. 성매매등을 하는 취약 청소년은 극소수이다.

## 같이 보기
- 토요코 키즈

1. ↑  어른들은, 제대로 알려 하지 않고 ‘경의선 키즈’에게 낙인부터 찍었다
2. ↑  다짜고짜 “밥 먹고 함께 자자”…성매매 낙인 찍힌 ‘경의선 키즈’